# Presa Chilatán
La Presa Chilatán más formalmente llamada como la Presa Constitución de Apatzingán, es una presa ubicada en el cauce del Río Tepalcatepec en el municipio de Jilotlán de los Dolores, Jalisco, su construcción culminó en 1989, su embalse tiene una capacidad para albergar 601 hectómetros cúbicos de agua,  el uso primordial de esta presa es para el riego agrícola y el control de las avenidas del Río Tepalcatepec.